# Lijst van rijksmonumenten in Rauwerd
De plaats Rauwerd (Raerd) telt 9 inschrijvingen in het rijksmonumentenregister. Hieronder een overzicht. 
| Object | Oorspronkelijke functie?  | Bouwjaar     | Architect | Locatie             | Coördinaten?                 | Nr.?  | Afbeelding        |
| --- | ------------------------- | ------------ | --------- | ------------------- | ---------------------------- | ----- | ----------------- |
| Laurentiuskerk. Hervormde kerk en toren op ruim omheind kerkhof                                                                    | Kerk en kerkonderdeel     | 1814 (herb.) |           | Buorren 9           | 53° 5' 55" NB, 5° 45' 36" OL | 32309 | Meer afbeeldingen |
| Pand onder dwars zadeldak met topgevels                                                                                            | Woonhuis                  | ca. 1870     |           | Buorren 7           | 53° 5' 56" NB, 5° 45' 34" OL | 32310 | Meer afbeeldingen |
| Dorpshuis onder schilddak met hoekschoorsteen met borden, versierde dakkapel en geprofileerde gootlijst                            | Woonhuis                  |              |           | Smitshoeke 2        | 53° 5' 55" NB, 5° 45' 32" OL | 32311 | Meer afbeeldingen |
| Dorpshuis onder schilddak met hoekschoorsteen met borden, versierde dakkapel en geprofileerde gootlijst                            | Woonhuis                  |              |           | Smitshoeke          | 53° 5' 55" NB, 5° 45' 32" OL | 32312 | Upload foto       |
| Pakhuis met woning onder schilddak                                                                                                 | Werk-woonhuis             | 1832         |           | Smitshoeke 7        | 53° 5' 55" NB, 5° 45' 30" OL | 32313 | Meer afbeeldingen |
| Dorpshuis onder schilddak met hoekschoorsteen met borden, versierde dakkapel en geprofileerde gootlijst                            | Woonhuis                  |              |           | Buorren 24          | 53° 5' 55" NB, 5° 45' 32" OL | 32314 | Meer afbeeldingen |
| Kop-hals-rompboerderij met onderkelderd voorhuis onder zadeldak tussen puntgevels                                                  | Boerderij                 | 1828         |           | Poppenwiersterdyk 5 | 53° 5' 10" NB, 5° 45' 1" OL  | 32315 | Meer afbeeldingen |
| Grote kop-hals-rompboerderij met deels onderkelderd voorhuis met aflegering aan buitenzijde en zes-, negen- en twaalfruitsvensters | Boerderij                 |              |           | De Pôlle 2          | 53° 3' 18" NB, 5° 49' 26" OL | 32316 | Meer afbeeldingen |
| Poortgebouw Jonghemastate | Fort, vesting en -onderdl | 1603         |           | naast Slotsdyk 7    | 53° 6' 10" NB, 5° 45' 15" OL | 32317 | Meer afbeeldingen |